# Hydrocephalus

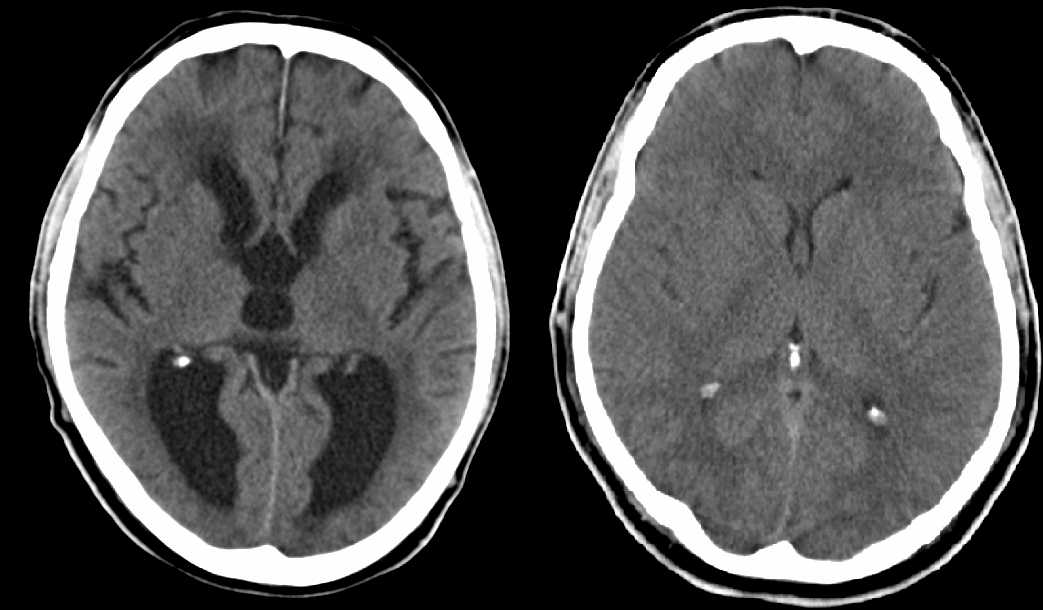
Links CT eines Gehirns mit Hydrocephalus internus; rechts zum Vergleich ein normales Gehirn

Ein Hydrocephalus (von griechisch ὕδωρ hydōr ‚Wasser‘, und κεφαλή kephalē ‚Kopf‘), auch Hydrozephalus geschrieben, ist eine krankhafte Erweiterung der mit Liquor gefüllten Flüssigkeitsräume (Hirnventrikel) des Gehirns. Er wird auch Wasserkopf oder veraltet Gehirnwassersucht und Hydrocephalie genannt.

## Entstehung des Hydrocephalus

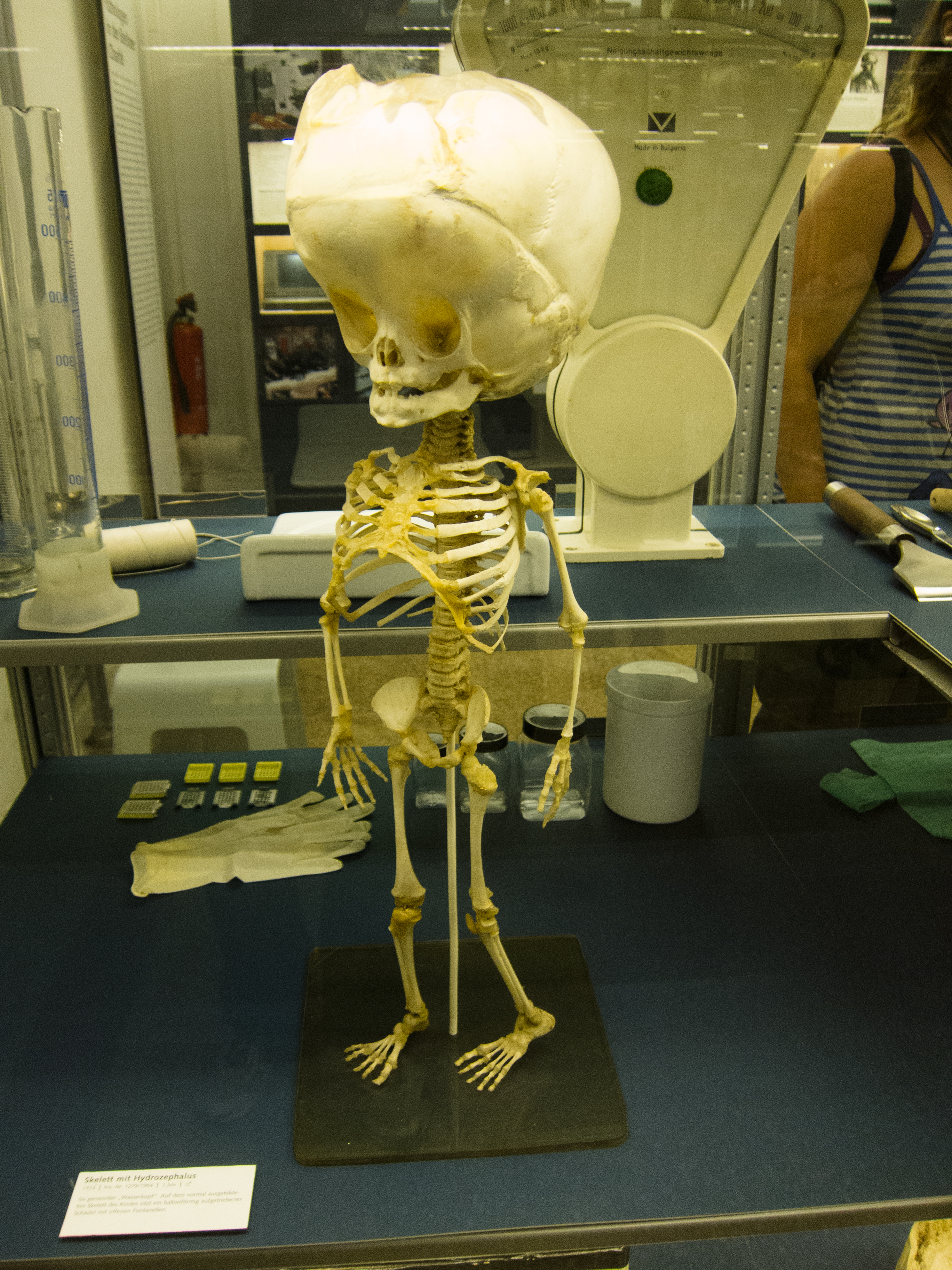
Skelett eines Kindes mit Hydrocephalus im Berliner Medizinhistorischen Museum

Dass es sich beim bereits in der Antike bekannten Hydrocephalus um eine Wasseransammlung im Ventrikelsystem, die zu einer Ausweitung der Hirnsubstanz und ihrer Höhlen führe, definierte erst Vesal im 16. Jahrhundert. Ein Hydrocephalus entsteht durch Liquorstauung bei ungenügendem Abfluss aus den Ventrikeln oder gestörter Liquorresorption. Die Hirn-Rückenmarks-Flüssigkeit (Liquor cerebrospinalis) wird in bestimmten Gefäßknäueln (den Plexus choroidei) vor allem in den beiden Seitenventrikeln, aber auch im dritten und vierten Ventrikel erzeugt. Nach Durchfluss der Ventrikel gelangt der Liquor in die Cisterna cerebellomedullaris und damit in den äußeren Liquorraum. Dort verteilt er sich im gesamten Gehirn und Rückenmark umgebenden Zwischenraum und wird zuletzt durch die Arachnoidalzotten im Bereich Sinus sagittalis superior und der Spinalnervenaustritten wieder in das Blut aufgenommen. Alternative Abflusswege bestehen im Bereich der Abgänge der Spinalnerven in venöse Plexus oder das Lymphsystem. Die ständige Gesamtmenge des Liquors beläuft sich beim Erwachsenen auf ca. 150 Milliliter. Da die Plexus choroidei pro Tag etwa einen halben Liter Liquor produzieren, wird der Liquor innerhalb von 24 Stunden dreimal ausgetauscht. Resorption und Produktion halten sich im Normalfall im Gleichgewicht. Wenn aber zu viel Liquor produziert wird, die Verbindung zwischen den einzelnen Liquorräumen verschlossen ist oder wenn zu wenig Flüssigkeit resorbiert wird, kann sich ein Hydrocephalus entwickeln.
Abfluss- und Resorptionshindernisse sind meist die Folge einer Hirnhautentzündung oder einer angeborenen oder frühkindlichen Fehlbildung des Gehirns. Auch pränatale Infektionen des Gehirns bei Föten (z. B. Lymphozytäre Choriomeningitis) können einen Hydrocephalus auslösen. Außerdem kommen Einblutungen in liquorführende Hirnstrukturen und Tumoren in Betracht. Auch durch die Erhöhung des Hirndrucks selbst (beispielsweise durch eine Blutung) kommt es zu einem Resorptionswiderstand. In sehr seltenen Fällen können Plexuspapillome zu einer Liquorüberproduktion führen.
Von diesen Formen des Hydrocephalus abgegrenzt wird der Hydrocephalus ex vacuo, dessen vergrößerte Liquorräume durch den Schwund von Hirngewebe entstehen. Hier liegt keine Störung der Liquorzirkulation vor, nur das Liquor-Gesamtvolumen ist erhöht.

### Angeborene Ursachen
Folgende angeborenen Krankheiten sind häufig mit der Entwicklung eines Hydrocephalus verbunden:
- Monosomie 4p (Fehlen des kurzen Arms eines Chromosoms 4; führt zu schwerer Hirnschädigung mit Hydrocephalus und Mikrocephalie)
- Dysraphische Fehlbildungen (Myelomeningozele, Enzephalozele, Syringomyelozele)
- Arnold-Chiari-Malformation (Verschiebung von Kleinhirnteilen sowie Medulla oblongata durch das Foramen magnum in den Spinalkanal)
- Dandy-Walker-Syndrom (Entwicklungsstörung, die durch zystische Erweiterung des vierten Ventrikels, oft mit Dysplasie oder zystischen Veränderungen des Kleinhirnes, Agenesie des Corpus callosum und fakultativ weiteren Fehlbildungen des ZNS gekennzeichnet ist)
- Komplexe Hirnfehlbildungen
- Knöcherne Fehlbildungen (z. B. Klippel-Feil-Syndrom)[4]
- Syndrome wie das Game-Friedman-Paradice-Syndrom
- Erbliche Formen wie Autosomal-rezessiver Hydrozephalus

### Erworbene Ursachen
Erworbene Ursachen sind zum Beispiel:
- Toxoplasmose (Infektion mit Toxoplasma gondii)
- Meningitis und/oder Encephalitis (Entzündungen im Gehirn)[5]
- Intrakraniale Blutung („posthämorrhagischer Hydrocephalus“) (Hirnblutung)
- Exogene Ursachen (z. B. Operationen)
- Hirntumoren
- Trauma („posttraumatischer Hydrocephalus“) (Schädigung des Gehirns)
- Liquorüberproduktion (z. B. bei Plexuspapillom)
- Liquorresorptionsstörungen
- Erhöhte Eiweißkonzentration des Liquors (erhöhte Viskosität des Liquors und Beeinträchtigung des osmotischen Gleichgewichts)
- Thrombosen im Bereich des Kopfes
- Blutgruppenunverträglichkeit/Rhesusunverträglichkeit

## Symptome

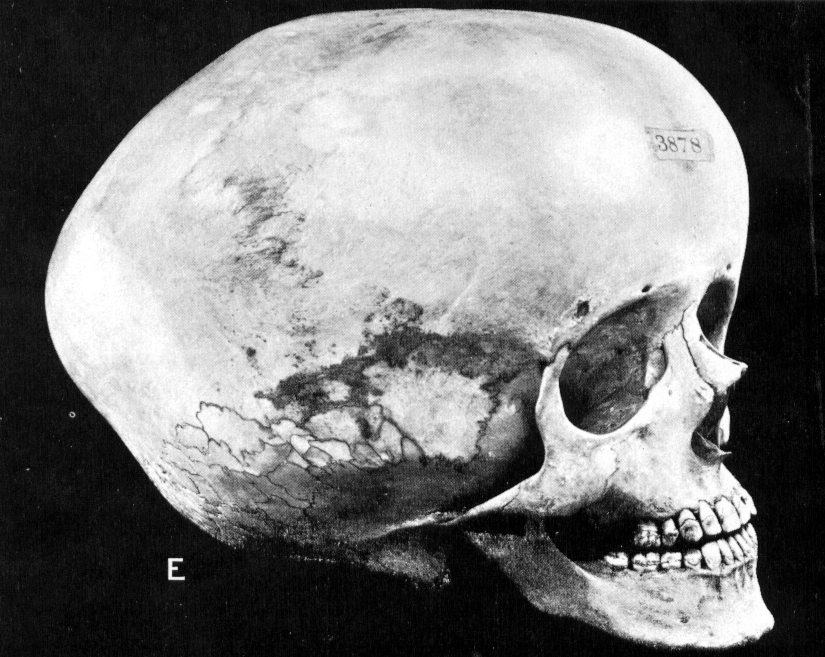
Vergrößerter Schädel bei Hydrocephalus

Bei Föten und Säuglingen kann der Kopf wegen der noch unfesten Schädelknochen ballonartig aufgetrieben sein. Begleiterscheinungen können z. B. Kopfschmerz, schwallartiges Erbrechen, Sonnenuntergangsphänomen, Doppelbilder und Epilepsie sein. Weitere Hirndruck- und Ausfallerscheinungen sind möglich.
Da der Schädel nach Verschluss der Knochennähte und der Fontanellen die intrakranielle Volumenzunahme nicht durch Größenzunahme ausgleichen kann, kommt es zu einem Druckanstieg im Schädel mit Verlagerung von Hirnanteilen in Richtung des großen Hinterhauptsloches (Foramen magnum). Bei dieser Verlagerung können lebenswichtige Anteile des Gehirns eingeklemmt werden. Da diese lebenswichtigen Anteile des Gehirns für die Funktion des Herz-Kreislauf- und des Atemsystems unverzichtbar sind, führt eine Einklemmung mit Schädigung dieser Anteile des Gehirns zum Herz-Kreislauf- und Atemstillstand und damit zum Tode.

## Formen des Hydrocephalus
- Hydrocephalus internus: Erweiterung nur der Hirnventrikel
  - Occlusivus: bei Behinderung des Liquorabflusses aus den Ventrikeln
  - Malresorptivus: bei verzögerter Liquorrückresorption
- Hydrocephalus externus: Erweiterung der äußeren Liquorräume (also des Subarachnoidalraums)
- Hydrocephalus externus et internus (entspricht Hydrocephalus communicans – durchgängige Verbindung von den Ventrikeln zum Subarachnoidalraum, gestörte Liquorzirkulation aufgrund von Verklebungen der Meningen (entzündlicher Genese oder nach einer Subarachnoidalblutung))
- Normaldruckhydrocephalus: erweiterte Liquorräume mit nur intermittierender Zunahme des Hirndrucks. Typisch für diese Hydrocephalus-Form ist eine Symptomtrias aus Demenz, Gangstörung und Inkontinenz
- Hydrocephalus e (oder: ex) vacuo: innerer und äußerer Hydrocephalus als Ausdruck eines primären Hirngewebsschwundes

Bei der letztgenannten Form des Hydrocephalus kommt es im Gegensatz zu den anderen Formen des Hydrocephalus zu keiner Hirndrucksteigerung.

## Therapie
Heinrich Quincke behandelte 1891 den Hydrocephalus mittels der Lumbalpunktion. Bei erhöhtem Hirndruck wird heute eine frühestmögliche Entlastung durch Liquorableitung mittels einer Drainage angestrebt. Dabei wird der Liquor cerebrospinalis durch einen Shunt z. B. in die Bauchhöhle, in den rechten Vorhof des Herzens oder weniger häufig in den Pleuraspalt abgeleitet.
Je nach Lage des Passagehindernisses ist auch die Ventrikulostomie eine mögliche Therapieform, bei der operativ der Boden des dritten Ventrikels durchstoßen wird und so der Abfluss des Liquors in die basalen Zisternen ermöglicht wird.
Zum Teil ist bereits eine Therapie in utero möglich, also als ein vorgeburtlich stattfindender Eingriff.